# Grand Prix d'été de combiné nordique 2024
Navigation
2023 2025
Le Grand Prix d'été de combiné nordique 2024 est la vingt-sixième édition de la compétition estivale de combiné nordique.
Elle se déroule, pour les femmes comme pour les hommes, du 23 août au 1er septembre, en cinq épreuves disputées sur trois sites différents, situés en Autriche, en Allemagne et, pour la première fois, en France.
Chez les femmes, Jenny Nowak réalise quatre podiums dont deux victoires et elle remporte également le classement général. Chez les hommes, Laurent Muhlethaler remporte le classement général après avoir réalisé un podium. Les courses sont remportées par Einar Lurås Oftebro et par Johannes Rydzek.

## Organisation de la compétition

### Programme de la compétition
Le calendrier initial de la saison prévoit cinq épreuves, tant féminines que masculines, sur trois sites.
La compétition débutera en Autriche à Tschagguns avant de se poursuivre à Oberstdorf en Allemagne, puis changera de pays pour s'achever à Chaux-Neuve, en France.
Tschagguns accueille pour la cinquième fois le Grand prix d'été. Oberstdorf est un lieu régulier et les courses de rollerski sont disputées en nocturne. Pour la première fois, les femmes vont sauter du grand tremplin à l’occasion du concours allemand. Enfin, Chaux-Neuve accueille pour la première fois une manche du Grand prix d'été. Le Stade de la Côte Feuillée n'avait plus accueilli de compétition internationale de combiné nordique depuis 2019.
Contrairement aux années précédentes, Oberwiesenthal est absent du calendrier cet été.

### Format des épreuves
La compétition s'ouvre par le sprint par équipes mixte,. Ensuite, quatre épreuves individuelles masculines et féminines sont proposées (deux Gundersen et deux compact).
Le leader du classement général porte un dossard jaune. Le meilleur sauteur porte un dossard bleu et le meilleur skieur porte un dossard rouge.

#### Épreuve mixte par équipes
Cette épreuve est composée par équipe de quatre (deux hommes et deux femmes). Les quatre athlètes effectuent un saut chacun et des points sont attribués pour la longueur et le style. Le départ de la course de fond s'effectue selon la cotation suivante (1 point = 2 secondes). Un homme effectue le premier relais de 5 km puis les deux athlètes féminines effectuent 2,5 km chacune. Enfin, le dernier athlète athlète masculin effectue 5 km. Le premier athlète à franchir la ligne d’arrivée permet à son équipe de remporter l’épreuve.
Les nations ne peuvent engager plus de deux équipes pour cette épreuve. Les huit premières équipes à l'arrivée marquent des points suivants la répartition suivante :
| Place  | 1er | 2e  | 3e  | 4e  | 5e  | 6e  | 7e  | 8e |
| ------ | --- | --- | --- | --- | --- | --- | --- | -- |
| Points | 400 | 350 | 300 | 250 | 200 | 150 | 100 | 50 |

#### Individuel Gundersen
Les athlètes exécutent premièrement un saut sur un tremplin suivi d’une course de rollerski de 10 km. À la suite du saut, des points sont attribués pour la longueur et le style. Le départ de la course de rollerski s'effectue selon la méthode Gundersen (1 point = 4 secondes), le coureur occupant la première place du classement de saut s’élance en premier, et les autres s’élancent ensuite dans l’ordre fixé. Le premier skieur à franchir la ligne d’arrivée remporte l’épreuve.
Les quarante premiers athlètes à l'arrivée marquent des points suivant la répartition suivante, :
| Place | Points | Place | Points | Place | Points | Place | Points |
| ----- | ------ | ----- | ------ | ----- | ------ | ----- | ------ |
| 1er   | 100    | 11e   | 40     | 21e   | 20     | 31e   | 10     |
| 2e    | 90     | 12e   | 38     | 22e   | 19     | 32e   | 9      |
| 3e    | 80     | 13e   | 36     | 23e   | 18     | 33e   | 8      |
| 4e    | 70     | 14e   | 34     | 24e   | 17     | 34e   | 7      |
| 5e    | 60     | 15e   | 32     | 25e   | 16     | 35e   | 6      |
| 6e    | 55     | 16e   | 30     | 26e   | 15     | 36e   | 5      |
| 7e    | 52     | 17e   | 28     | 27e   | 14     | 37e   | 4      |
| 8e    | 49     | 18e   | 26     | 28e   | 13     | 38e   | 3      |
| 9e    | 46     | 19e   | 24     | 29e   | 12     | 39e   | 2      |
| 10e   | 43     | 20e   | 22     | 30e   | 11     | 40e   | 1      |

#### Individuel Compact
Pour l'épreuve compact, la table de Gundersen n'est pas utilisé pour la conversion en temps, c'est uniquement la place dans le concours de saut qui détermine l'écart au départ de la course de rollerski.
Les écarts lors du départ lors de la course de ski de fond suivent le tableau suivant :
| Place | Ecart         | Place          | Ecart         |
| ----- | ------------- | -------------- | ------------- |
| 1er   | 0 min 00 s    | 14e            | + 00 min 46 s |
| 2e    | + 00 min 06 s | 15e            | + 00 min 48 s |
| 3e    | + 00 min 12 s | 16e            | + 00 min 50 s |
| 4e    | + 00 min 17 s | 17e            | + 00 min 52 s |
| 5e    | + 00 min 22 s | 18e            | + 00 min 54 s |
| 6e    | + 00 min 26 s | 19e            | + 00 min 56 s |
| 7e    | + 00 min 30 s | 20e            | + 01 min 00 s |
| 8e    | + 00 min 33 s | 21e - 23e      | + 01 min 05 s |
| 9e    | + 00 min 36 s | 24e - 26e      | + 01 min 10 s |
| 10e   | + 00 min 38 s | 27e - 29e      | + 01 min 15 s |
| 11e   | + 00 min 40 s | 30e - 32e      | + 01 min 20 s |
| 12e   | + 00 min 42 s | 33e - 35e      | + 01 min 25 s |
| 13e   | + 00 min 44 s | 36e et au-delà | + 01 min 30 s |

Les quarante premiers athlètes à l'arrivée marquent des points suivant la même répartition que pour l'Individuel Gundersen.

### Dotation financière
La répartition financière est la suivante pour les courses, :
| Place                                                                          | 1er   | 2e    | 3e    | 4e  | 5e  | 6e  |
| ------------------------------------------------------------------------------ | ----- | ----- | ----- | --- | --- | --- |
| Montants en euros pour les Femmes et les Hommes pour les courses individuelles | 1 800 | 1 300 | 900   | 650 | 450 | 400 |
| Montants en euros pour la compétition mixte                                    | 5 000 | 3 700 | 2 300 |     |     |     |

Pour le classement général final, les hommes se partagent 5 000 €. Le premier du classement général remporte 2 500 €, le deuxième 1 500 € et le troisième 1 000 €. La dotation financière et la répartition est identique pour les femmes.

## Avant la compétition

### Athlètes participants
Chez les femmes, Les fédérations peuvent engager le nombre d'athlètes qu'elle souhaitent. Cependant les compétitrices doivent avoir marqué des points en coupe du monde, en coupe continentale ou alors avoir participé aux Championnats du monde junior ou à des compétitions dans les jeunes catégories.
Chez les hommes, les nations qui le souhaitent peuvent engager un nombre limité d'athlètes par compétition :
| Nations                                                | Quotas | Motifs |
| ------------------------------------------------------ | ------ | --- |
| Autriche, Allemagne, Norvège                           | 8      | Nations classées aux trois premières places du classement des nations de la Coupe du monde de combiné nordique 2023-2024             |
| Japon, Finlande, Estonie                               | 6      | Nations classées entre la quatrième et la sixième place du classement des nations de la Coupe du monde de combiné nordique 2023-2024 |
| Italie, États-Unis, France, Slovénie, Tchéquie, Suisse | 4      | Autres nations classées dans le classement des nations de la Coupe du monde de combiné nordique 2023-2024                            |
| Autres nations                                         | 2      | Nations n'ayant marqué aucun point en coupe du monde                                                                                 |

La nation « à domicile » peut engager quatre athlètes supplémentaires.
Comme pour les femmes, sont sélectionnables, les athlètes ayant :
- marqué des points en coupe du monde ;
- marqué des points en coupe continentale ;
- participé à la coupe du monde, à la coupe continentale ou aux championnats du monde junior.

### Participants
Pour remporter le classement général de la compétition, il faut participer à toutes les courses. Certains athlètes font des impasses et ne seront donc pas classés.
Chez les Norvégiens, Jarl Magnus Riiber, Mari Leinan Lund, Jørgen Graabak et Gyda Westvold Hansen ne participent à aucune course de la compétition. Par contre, certains athlètes comme les frères Oftebro ou Ida Marie Hagen participeront aux courses de Tschagguns et d'Oberstdorf. Cependant, ce sont d'autres athlètes qui participeront aux courses de Chaux-Neuve. Jan Schmid, l'entraîneur norvégien, affirme que cette rotation est faite pour que « tous les athlètes puissent se mesurer à l'opposition internationale ».
En raison de grandes difficultés financières, les athlètes finlandais font le choix de ne participer qu'aux courses d'Oberstdorf et de Chaux-Neuve. Quatre athlètes finlandais participent : Anna Kerko et Minja Korhonen (fi) chez les femmes et Ilkka Herola et Eero Hirvonen chez les hommes.
Les Allemands font également tourner les athlètes participants entre Tschagguns et Oberstdorf. L'encadrement décidera après Oberstdorf qui participe aux courses de Chaux-Neuve. Vinzenz Geiger et Trine Göpfert sont incertains en raison de la fracture d'un côte pour la premier et d'une maladie pour la seconde. Chez les hommes, les meilleurs athlètes allemands feront l'impasse sur les courses de Tschagguns. Les Autrichiens commencent le Grand Prix d'été à domicile avec douze athlètes masculins. Cependant, Johannes Lamparter est absent car il souffre de douleurs récurrentes au genou. Il est prévu que la majorité des athlètes Autrichiens concourent à Tschagguns et Oberstdorf mais pas à Chaux-Neuve.
Les Italiens envoient quelques athlètes sur les compétitions de Tschagguns alors que d'autres athlètes choisissent de rester en stage à Tarvisio.

## Déroulement de la compétition

### Tschagguns
La première course est une épreuve mixte par équipes. Onze équipes représentant sept nations sont au départ. L'équipe de France est en tête à l'issue du concours de saut. En effet, les sauts de Léna Brocard (90 m), Mattéo Baud (95 m), Laurent Muhlethaler (96 m) et Romane Baud (89,5 m) permettent à la France de disposer de trois secondes d'avance sur l'Allemagne I et l'Autriche I. L'équipe d'Allemagne I est composée de Nathalie Armbruster (saut à 91 m), de Jakob Lange (saut à 91 m), de Simon Mach (de) (saut à 98 m) et de Jenny Nowak (saut à 96,5 m). L'Autriche I est dans le même temps que l'Allemagne I à trois secondes de la France. Cette équipe est composée d'Annalena Slamik (91,5 m), de Martin Fritz (96,5 m), de Stefan Rettenegger (96,5 m) et de Lisa Hirner (97,5 m). La Slovénie est quatrième à 18 s et il y a sept équipes à moins d'une minute de la tête,. Lors de la course de rollerski, Mattéo Baud fait la course en tête avec Martin Fritz. Simon Mach ne peut suivre et il est rattrapé par la Slovénie et la Norvège. Lors du premier changement de relais, Martin Fritz lance Annalena Slamik avec 0,4 s d'avance sur la France. La Slovénie est troisième à 22 s, la Norvège est quatrième à 35,8 s et l'Allemagne I n'est plus que cinquième. Cependant dans le deuxième relais, Jenny Nowak parvient à ramener l'Allemagne I en tête avec 0,2 s d'avance sur la Slovénie à la mi-course,. A mi-course, il y a 6 équipes à moins de 7 s de la tête. Dans le troisième relais, trois pays se détachent avec la Slovénie d'Ema Volavšek (de), l'Allemagne I avec Nathalie Armbruster et l'Italie I de Veronica Gianmoena. La Norvège est à une quinzaine de secondes du trio de tête lors du dernier changement de relayeur. Cependant, Einar Lurås Oftebro parvient à revenir sur les trois autres équipes et ainsi quatre équipes se jouent le podium. Gašper Brecl (de) permet à la Slovénie de remporter pour la première fois une épreuve mixte par équipes. Il devance Einar Lurås Oftebro et la Norvège prend la deuxième place. Pour la troisième place, Jakob Lange domine Domenico Mariotti et donc L'Allemagne termine troisième devant l'Italie.
Le lendemain, des épreuves individuelles sont au programme. Les conditions météorologiques sont venteuses et pluvieuses.
Chez les femmes, le concours de saut est décalé mais il peut finalement avoir lieu. Le concours de saut est dominé par Lisa Hirner mais elle est disqualifiée en raison d'une combinaison non conforme. Ainsi, c'est Jenny Nowak qui est en tête à l'issue du concours de saut. Elle réalise un saut à 91 m ce qui lui permet de disposer de 3 s d'avance sur sa compatriote Maria Gerboth qui a sauté à 96,5 m mais qui a obtenu de moins bonnes notes. Ida Marie Hagen est troisième dans la même seconde que Maria Gerboth. Douze athlètes sont à moins d'une minute de la tête de course. Lors de la course de rollerski, Jenny Nowak et Ida Marie Hagen font la course ensemble. La Norvégienne chute en fin de course et Jenny Nowak l'emporte devant Ida Marie Hagen. Pour la troisième place, Ema Volavsek (de) partie en neuvième position après le saut remonte progressivement et elle prend la troisième place devant Nathalie Armbruster et Veronica Gianmoena,. Chez les hommes, c'est l'Estonien Kristjan Ilves qui est en tête après le saut grâce à un saut à 100 m. Il devance Thomas Rettenegger (de) qui a réalisé le plus long saut du jour à 103 m. Martin Fritz est troisième à 21 s grâce à un saut à 98,5 m. Il devance Espen Bjørnstad, Lukas Greiderer, Simon Mach (de) ou encore Stefan Rettenegger. Les frères Oftebro sont à plus d'une minute. Lors de la course de rollerski, Kristjan Ilves est repris à la mi-course par un large groupe de poursuivants composé de dix athlètes. Au final, le groupe composé de onze athlètes se joue la victoire. Ce groupe est composé de Laurent Muhlethaler, de Martin Fritz, de Simon Mach, des frères Stefan et Thomas Rettenegger, de Kristjan Ilves, de Lukas Greiderer, des deux frères Einar et Jens Oftebro, d'Espen Bjørnstad et du Suisse Pascal Müller. La victoire se joue au sprint et c'est Einar Lurås Oftebro qui l'emporte. Il avait manqué tout l'hiver 2023/2024 en raison d'une blessure à un genou. Il devance son frère Jens Lurås Oftebro et Kristjan Ilves. Stefan Rettenegger termine quatrième devant Martin Fritz et Laurent Muhlethaler.

### Oberstdorf
À Oberstdorf, des compétitions individuelles compactes sur le grand tremplin sont organisées. Il s'agit de la première compétition de ce type chez les femmes. Chez les femmes, c'est Svenja Würth qui domine le concours de saut grâce à un saut à 120,5 m. Elle devance donc de 6 s Lisa Hirner qui a sauté à la même distance. Annalena Slamik réalise le plus long saut du jour à 125 m avec plus d'élan que les autres concurrentes et elle est troisième. Ida Marie Hagen est quatrième et elle devance Trine Göpfert, Minja Korhonen (fi) et Jenny Nowak. Lors du concours de saut, Annika Malacinski (de) a chuté à la réception de son saut. Elle s'en sort sans blessure. Lisa Hirner, deuxième après le saut, décide de ne pas prendre le départ pour des raisons de santé. Lors de la course de rollerski, Ida Marie Hagen remonte rapidement sur Svenja Würth et elle fait une course en solitaire pour l'emporter. Nathalie Armbruster, partie en dixième position, réalise le meilleur temps de ski ce qui lui permet de remonter les concurrentes qui la précèdent. Un groupe de cinq athlètes se forme avec Svenja Würth, Nathalie Armbruster, Ema Volavsek (de), Jenny Nowak et Minja Korhonen. Après 4 km de course, Nathalie Armbruster et Jenny Nowak se détachent et elles se jouent les deux places sur le podium. Nathalie Armbruster termine finalement deuxième devant Jenny Nowak, Ema Volavsek, Minja Korhonen et Svenja Würth,. Chez les hommes, Thomas Rettenegger (de) réalise le plus long saut du concours à 130 m ce qui lui permet de prendre la tête après le concours de saut. Il devance Kristjan Ilves qui a sauté à 125 m et Pascal Müller (pl). Quatre athlètes allemands suivent : David Mach, Terence Weber, Simon Mach (de) et Johannes Rydzek. En raison des faibles écarts, un regroupement en tête a lieu assez rapidement lors de la course de rollerski. Un groupe de cinq athlètes se forme en tête. Le groupe est composé de Thomas Rettenegger, Kristjan Ilves, Johannes Rydzek, David Mach et Terence Weber. Dans le dernier tour, Thomas Rettenegger ne peut suivre et il finit cinquième. Ils ne sont plus que quatre pour la victoire et c'est Johannes Rydzek qui l'emporte grâce à une attaque dans la dernière montée. Il devance Kristjan Ilves, David Mach et Terence Weber.

### Chaux-Neuve
À Chaux-Neuve, deux courses masculines et féminines sont programmées. Le premier jour, les épreuves sont des Gundersen et le lendemain il s'agit d'épreuve compacte.
Le premier jour, Svenja Würth domine le concours de saut grâce à un saut à 107,5 m. Elle obtient de mauvaises notes et ainsi elle ne devance que d'une seconde sa compatriote Jenny Nowak qui sauté à 103 m. Minja Korhonen (fi) est troisième grâce à un saut 105,5 m mais à 17 s de la leader. Ema Volavsek (de) est quatrième et elle devance les deux françaises Léna Brocard et Romane Baud. Tia Malovrh est septième devant trois Allemandes : Maria Gerboth, Anne Häckel et Nathalie Armbruster. Onze athlètes sont à moins d'une minute de la leader. Lors de la course de rollerski, Jenny Nowak lâche rapidement Svenja Würth et elle l'emporte en solitaire. Derrière, Ema Volavsek reprend Minja Korhonen et Svenja Würth. Finalement, la Slovène domine la Finlandaise pour la deuxième place. Svenja Würth parvient à conserver la quatrième place devant Nathalie Armbruster. Chez les hommes, Johannes Rydzek est en tête à l'issue du concours de saut grâce au plus long saut du concours à 112,5 m. Il devance Laurent Muhlethaler qui a sauté à 111,5 m qui est à 20 s,. David Mach (saut à 110 m) et Manuel Faißt (saut également à 110 m) sont troisième et quatrième respectivement 30 et 34 secondes derrière Rydzek. Oleksandr Shumbarets est cinquième et il devance le Suisse Pascal Müller (pl). Lors de la course de rollerski, Johannes Rydzek fait la course seul en tête et il l’emporte. Derrière, le duo allemand composé de David Mach et de Manuel Faißt parvient à revenir sur Laurent Mühlethaler après 6 km. En fin de course, David Mach est lâché par les deux autres concurrents. Finalement, Manuel Faißt prend la deuxième place devant Laurent Mühlethaler et David Mach. Terence Weber termine cinquième devant Manuel Einkemmer (de) qui passe de la 19e à la 6e place.
Le lendemain, Svenja Würth domine le concours de saut grâce au plus long saut du concours à 105,5 m. Elle devance Minja Korhonen (fi) et Jenny Nowak qui ont toutes les deux sauté à 104,5 m. Nathalie Armbruster et Tia Malovrh sont quatrièmes et elle devance Léna Brocard, Maria Gerboth et Ema Volavsek (de). Il s'agit d'une course compact et les écarts de temps sont fixés en fonction des places obtenues. Lors de la course de rollerski, Minja Korhonen reprend rapidement Svenja Würth puis Jenny Nowak et Nathalie Armbruster les rejoignent en tête de la course. La pluie se met à tomber et Minja Korhonen et Svenja Würth chutent. Ema Volavsek revient sur Jenny Nowak et Nathalie Armbruster et les trois athlètes se jouent la victoire. Nathalie Armbruster attaque dans la dernière montée et elle l'emporte devant Ema Volavsek et Jenny Nowak. Léna Brocard termine quatrième devant Minja Korhonen et Tia Malovrh. Chez les hommes, David Mach est en tête à l'issue du concours de saut grâce à un saut à 117 m. Pascal Müller (pl) est deuxième grâce à un saut à 114,5 m et il devance Terence Weber qui est troisième. Cependant, la course de rollerski doit être annulée en raison des fortes pluies et des vents violents.

### Bilan de la compétition
Chez les hommes, le Français Laurent Muhlethaler remporte le classement général car il a participé à toutes les courses,. Johannes Rydzek a marqué plus de points que le Français avec ses deux victoires mais il n'a pas participé à la course de Tschagguns ce qui l'exclut du classement général final. La plupart des athlètes allemands, autrichiens et norvégiens sont également dans ce cas. Laurent Muhlethaler devance Mattéo Baud et Pascal Müller (pl). Le premier Autrichien, Manuel Einkemmer (de), est quatrième. Le Suisse Pascal Müller est le meilleur sauteur et Mattéo Baud le meilleur fondeur. Laurent Muhlethaler est le premier français à remporter le classement général du Grand Prix d'été.
Chez les femmes, Jenny Nowak monte sur le podium de toutes les courses et elle remporte deux courses. Ainsi, elle remporte également le classement général et le classement de la meilleure sauteuse. Au classement général, elle devance Ema Volavšek (de) et Nathalie Armbruster. Cette dernière remporte le classement de la meilleure skieuse. Ida Marie Hagen a remporté la première course féminine disputée sur un grand tremplin. Les femmes disputeront une nouvelle compéition sur le grand tremplin à Oslo lors de la coupe du monde 2024/2025.

## Classements

### Individuel féminin
Contrairement à la coupe du monde, la vainqueure du classement général de la compétition est l'athlète qui marque le plus de points et qui participe à toutes les compétitions.
| Rang | Nom                 | Points |
| ---- | ------------------- | ------ |
| 01   | Jenny Nowak         | 360    |
| 02   | Ema Volavšek (de)   | 330    |
| 03   | Nathalie Armbruster | 320    |
| 04   | Léna Brocard        | 232    |
| 05   | Teja Pavec          | 172    |
| 06   | Maria Gerboth       | 157    |
| 07   | Anne Häckel         | 147    |
| 08   | Joanna Kil (pl)     | 146    |
| 09   | Greta Pinzani       | 132    |
| 10   | Daniela Dejori      | 128    |
| 11   | Silva Verbič (de)   | 123    |

### Individuel masculin
Contrairement à la Coupe du monde, le vainqueur du classement général de la compétition est l'athlète qui marque le plus de points et qui participe à toutes les compétitions.
| Rang | Nom                       | Points |
| ---- | ------------------------- | ------ |
| 01.  | Laurent Muhlethaler       | 187    |
| 02.  | Mattéo Baud               | 103    |
| 03.  | Pascal Müller (pl)        | 096    |
| 04.  | Manuel Einkemmer (de)     | 091    |
| 05.  | Edgar Vallet (de)         | 081    |
| 06.  | Vid Vrhovnik              | 080    |
| 07.  | Raffaele Buzzi            | 077    |
| 08.  | Aaron Kostner             | 074    |
| 09.  | Florian Kolb (de)         | 072    |
| 10.  | Marco Heinis              | 060    |
| 11.  | Dmytro Mazurchuk (en)     | 038    |
| 12.  | Iacopo Bortolas (en)      | 028    |
| 13.  | Domenico Mariotti         | 024    |
| 14.  | Erik Lynch                | 022    |
| 15.  | Oleksandr Schumbarez (de) | 021    |
| 16.  | Andrzej Szczechowicz (pl) | 021    |
| 17.  | Jost Juvan                | 013    |
| 18.  | Kacper Jarząbek           | 011    |

### Coupe des Nations
Le classement de la Coupe des nations est établi à partir d'un calcul qui fait la somme de tous les résultats obtenus par les athlètes d'un pays dans les épreuves individuelles ainsi que le meilleur résultat du relais par équipes.
| Rang | Nom        | Points |
| ---- | ---------- | ------ |
| 01.  | Allemagne  | 1 259  |
| 02.  | Slovénie   | 0932   |
| 03.  | Italie     | 0524   |
| 04.  | France     | 0467   |
| 05.  | Norvège    | 0460   |
| 06.  | Autriche   | 0348   |
| 07.  | Finlande   | 0270   |
| 08.  | États-Unis | 0169   |
| 09.  | Pologne    | 0146   |
| 10.  | Slovaquie  | 0019   |

| Rang | Nom        | Points |
| ---- | ---------- | ------ |
| 01.  | Allemagne  | 1 176  |
| 02.  | Autriche   | 0710   |
| 03.  | Slovénie   | 0598   |
| 04.  | Norvège    | 0548   |
| 05.  | Slovénie   | 0336   |
| 06.  | Italie     | 0328   |
| 07.  | Estonie    | 0170   |
| 08.  | États-Unis | 0160   |
| 09.  | Suisse     | 0096   |
| 10.  | Finlande   | 0071   |
| 11.  | Tchéquie   | 0069   |
| 12.  | Ukraine    | 0059   |
| 13.  | Pologne    | 0032   |
| 14.  | Slovaquie  | 0002   |

## Résultats

### Épreuve mixte par équipes
| Date         | Épreuve                                                         | Vainqueur                                                                      | Deuxième                                                                                 | Troisième                                                                      | Leader du Grand Prix |
| ------------ | --------------------------------------------------------------- | ------------------------------------------------------------------------------ | ---------------------------------------------------------------------------------------- | ------------------------------------------------------------------------------ | -------------------- |
| 24 août 2024 | Épreuve mixte par équipes HS 103 / 5 km (2,5 km, 2,5 km & 5 km) | Slovénie I- Vid Vrhovnik - Tia Malovrh - Ema Volavšek (de) - Gašper Brecl (it) | Norvège - Jens Lurås Oftebro - Ida Marie Hagen - Marte Leinan Lund - Einar Lurås Oftebro | Allemagne I- Simon Mach (de) - Jenny Nowak - Nathalie Armbruster - Jakob Lange |                      |

### Résultats féminins
| Date         | Épreuve                            | Vainqueur   | Deuxième        | Troisième         | Leader du Grand Prix |
| ------------ | ---------------------------------- | ----------- | --------------- | ----------------- | -------------------- |
| 25 août 2024 | Épreuve individuelle HS 103 / 5 km | Jenny Nowak | Ida Marie Hagen | Ema Volavšek (de) | Jenny Nowak          |

| Date         | Épreuve                                     | Vainqueur       | Deuxième            | Troisième   | Leader du Grand Prix |
| ------------ | ------------------------------------------- | --------------- | ------------------- | ----------- | -------------------- |
| 28 août 2024 | Épreuve compacte individuelle HS 137 / 5 km | Ida Marie Hagen | Nathalie Armbruster | Jenny Nowak | Ida Marie Hagen      |

| Date               | Épreuve                                     | Vainqueur           | Deuxième          | Troisième           | Leader du Grand Prix |
| ------------------ | ------------------------------------------- | ------------------- | ----------------- | ------------------- | -------------------- |
| 31 août 2024       | Épreuve individuelle HS 118 / 5 km          | Jenny Nowak         | Ema Volavšek (de) | Minja Korhonen (fi) | Jenny Nowak          |
| 1er septembre 2024 | Épreuve compacte individuelle HS 118 / 5 km | Nathalie Armbruster | Ema Volavšek (de) | Jenny Nowak         | Jenny Nowak          |

### Résultats masculins
| Date         | Épreuve                             | Vainqueur           | Deuxième           | Troisième      | Leader du Grand Prix |
| ------------ | ----------------------------------- | ------------------- | ------------------ | -------------- | -------------------- |
| 25 août 2024 | Épreuve individuelle HS 103 / 10 km | Einar Lurås Oftebro | Jens Lurås Oftebro | Kristjan Ilves | Einar Lurås Oftebro  |

| Date         | Épreuve                                       | Vainqueur       | Deuxième       | Troisième  | Leader du Grand Prix |
| ------------ | --------------------------------------------- | --------------- | -------------- | ---------- | -------------------- |
| 28 août 2024 | Épreuve compacte individuelle HS 137 / 7,5 km | Johannes Rydzek | Kristjan Ilves | David Mach | Kristjan Ilves       |

| Date               | Épreuve                                      | Vainqueur                                      | Deuxième                                       | Troisième                                      | Leader du Grand Prix                           |
| ------------------ | -------------------------------------------- | ---------------------------------------------- | ---------------------------------------------- | ---------------------------------------------- | ---------------------------------------------- |
| 31 août 2024       | Épreuve individuelle HS 118 / 10 km          | Johannes Rydzek                                | Manuel Faisst                                  | Laurent Muhlethaler                            | Johannes Rydzek                                |
| 1er septembre 2024 | Épreuve compacte individuelle HS 118 / 10 km | Compétition annulée en raison des intempéries. | Compétition annulée en raison des intempéries. | Compétition annulée en raison des intempéries. | Compétition annulée en raison des intempéries. |